# Maackia amurensis

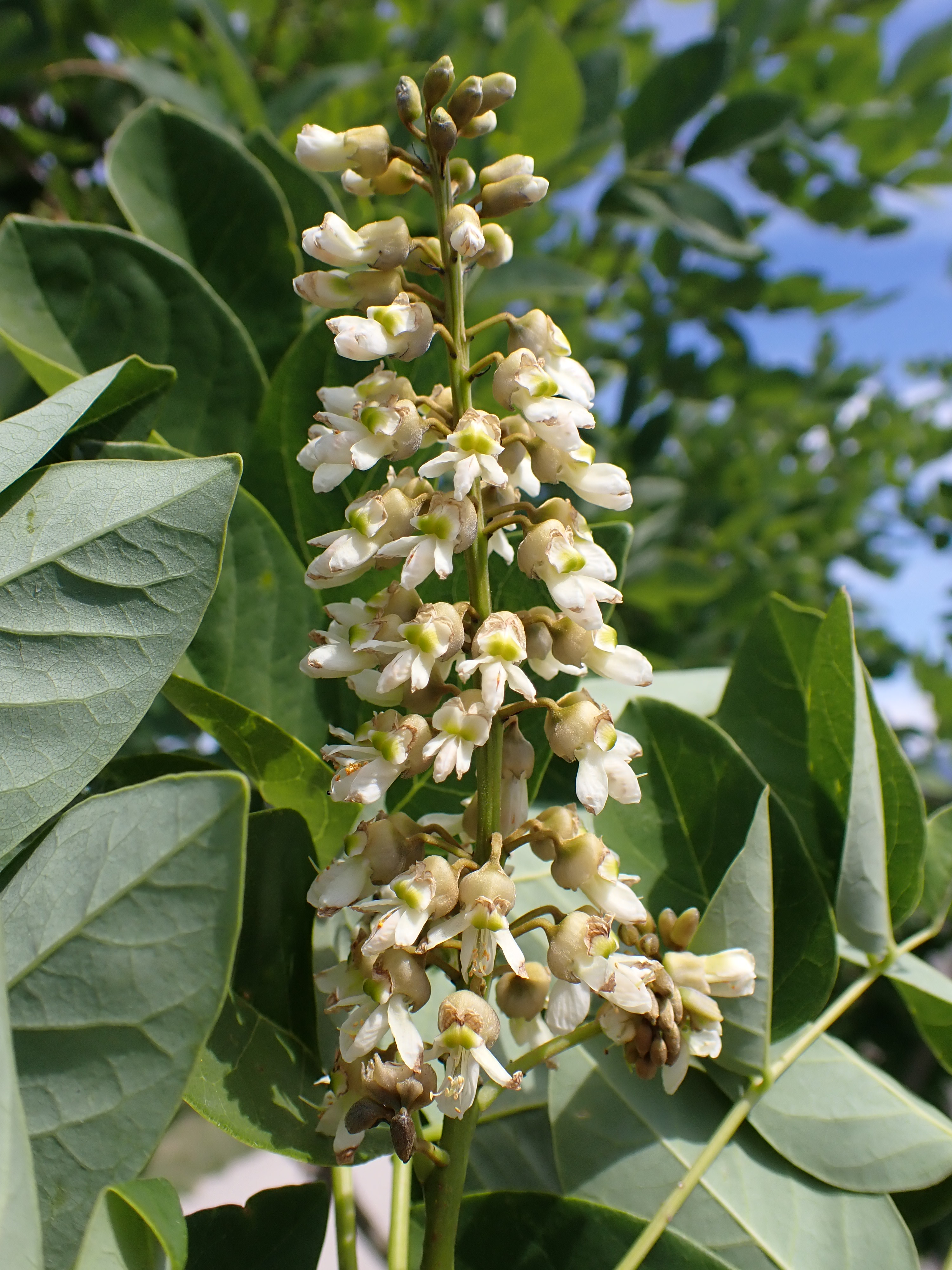

Maackia amurensis är ett lövfällande träd i familjen ärtväxter.
Det blir upp till 15 meter högt med en stamdiameter på 60 cm. Barken är gråbrun. Knopparna är synliga, vilket skiljer Maackia från det närstående släktet Cladrastis. Bladen är 15–23 cm långa med 7–9 småblad som sitter motsatt längs huvudstjälken. Unga blad är grågröna och tätt håriga, och senare blir bladen mörkgröna och glatta. De har ingen speciell höstfärg.
Blomställningen är en upprätt stående, 5–9 cm lång klase med vita, doftande blommor. Blomningstiden är i juni–juli. Frukten är en mörkbrun, flat, 3–7 cm lång och 1–1,2 cm bred ärtskida med 1–4 frön. Den blir mogen i september–oktober.
Arten har fått sitt namn efter Amur, som i öster är gränsflod mellan Ryssland och Kina. Dess utbredningsområde är Kina (Hebei, Heilongjiang, Jilin, Liaoning, Shandong och Inre Mongoliet), Korea och Rysslands sydöstligare delar.
Maackia amurensis blir av och till odlad i trädgårdar. Det växer på alla jordmåner och tål kalla vintrar. I Norge kan den odlas till härdighetszon 5.